# Greetings from the West
Dan Fogelberg Live: Greetings from the West is een livealbum van de Amerikaanse singer-songwriter Dan Fogelberg. Het is een registratie van een concert van Fogelberg op 25 juni 1991 in het Fox Theatre te Saint Louis (Missouri). Fogelberg woonde op een kleine periode na in Californië en Colorado, vandaar de titel: groeten uit het Westen. Speciale gast is Tim Weisberg met wie hij eerder Twin Sons of Different Mothers en later No Resemblance Whatsoever opnam. Het betekende eigenlijk het einde van de succesvolle tijd van de zanger. Hierna was de koek op; eerst werd hij getroffen door een schrijversblok en daarna werd hij geveld door prostaatkanker. Na dit album verschenen nog maar mondjesmaat albums van hem, die de lijsten nauwelijks meer haalden op No Resemblance Whatsoever na, terwijl albums uit zijn beginperiode vaak in de top belandden.

## Musici
- Dan Fogelberg – zang, gitaar, keyboards
- Tim Weisberg – dwarsfluit
- Robert McEntee - gitaar, keyboards, zang
- Jim Photoglo - basgitaar, zang
- Vince Melamed - keyboards, zang
- Mike Botts - slagwerk
- Louis Cortelezzi - dwarsfluit, percussie, keyboard, saxofoon

## Composities
Allen van Fogelberg, behalve waar vermeld:

### Cd 1
1. "Aurora Nova" – 1:43
2. "The Wild Places" – 4:26
3. "Heart Hotels" – 4:18
4. "Over and Over" – 5:16
5. "Rhythm of the Rain / Rain" – 5:50 (John Claude Gummoe) / (John Lennon, Paul McCartney)
6. "The Spirit Trail" – 6:49
7. "Make Love Stay" – 5:56
8. "Old Tennessee" – 3:30
9. "Road Beneath My Wheels" – 6:54
10. "A Cry in the Forest" – 5:42
11. "Run for the Roses" – 5:25
12. "Believe in Me" – 4:01
13. "Leader of the Band" – 5:29

### Cd 2
1. "Twins Theme" – 2:41 (samenspel met Weisberg)
2. "InTIMidation" – 3:24 (idem)
3. "The Power of Gold" – 8:57
4. "Lonely in Love" – 5:55
5. "Missing You" – 5:21
6. "Language of Love" – 3:55
7. "Part of the Plan" – 4:18
8. "Same Old Lang Syne" – 6:24
9. "There's a Place in the World for a Gambler" – 8:12

Het album kwam tegelijkertijd als VHS-video uit. In 1993 volgde een elpeeversie. Op 21 november 2000 werd de Dvd uitgegeven.